# مشروع روتنبرغ

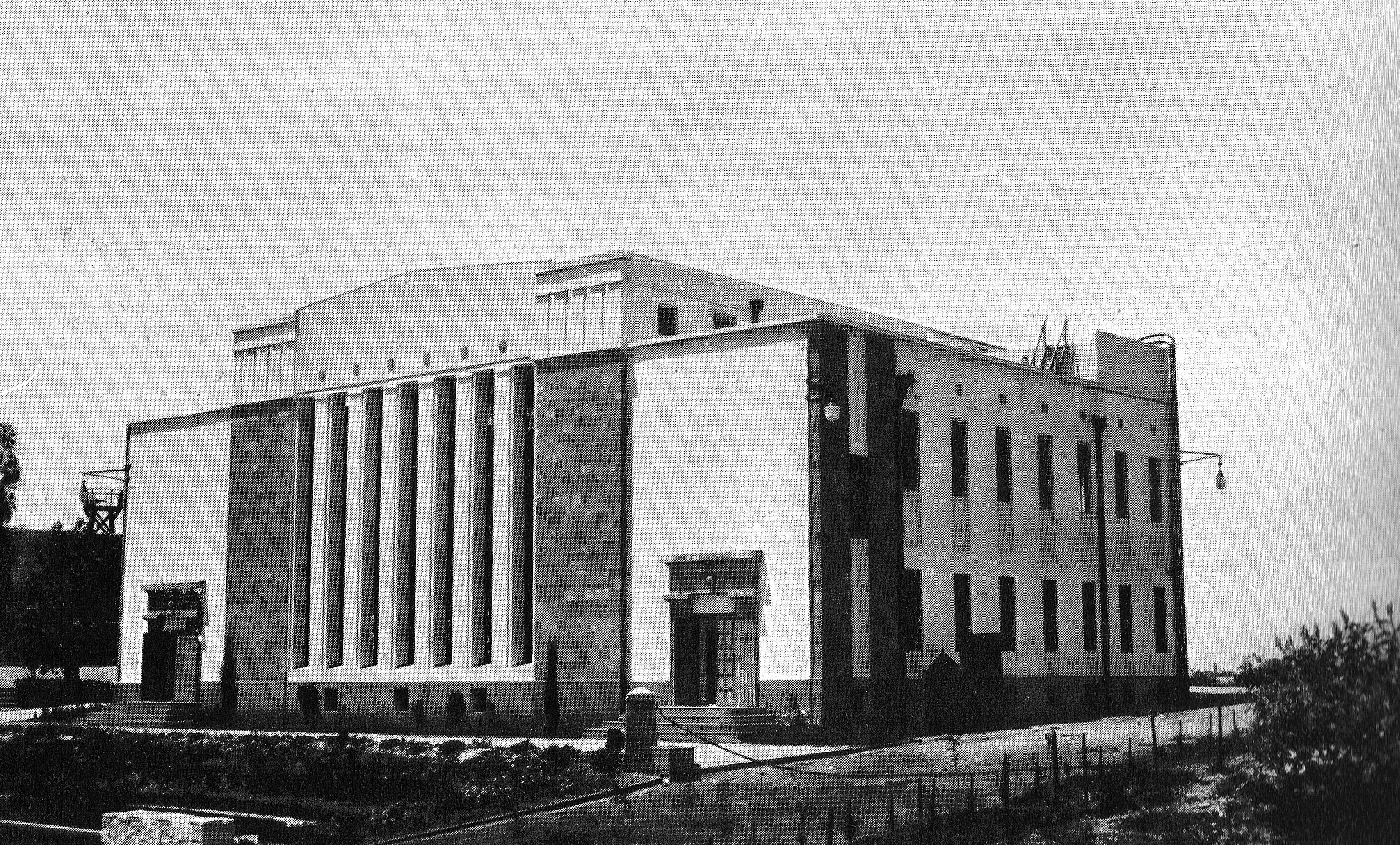
مقر شركة كهرباء فلسطين في العشرينيات. أصبحت عام 1961 تُسمى "شركة كهرباء إسرائيل".

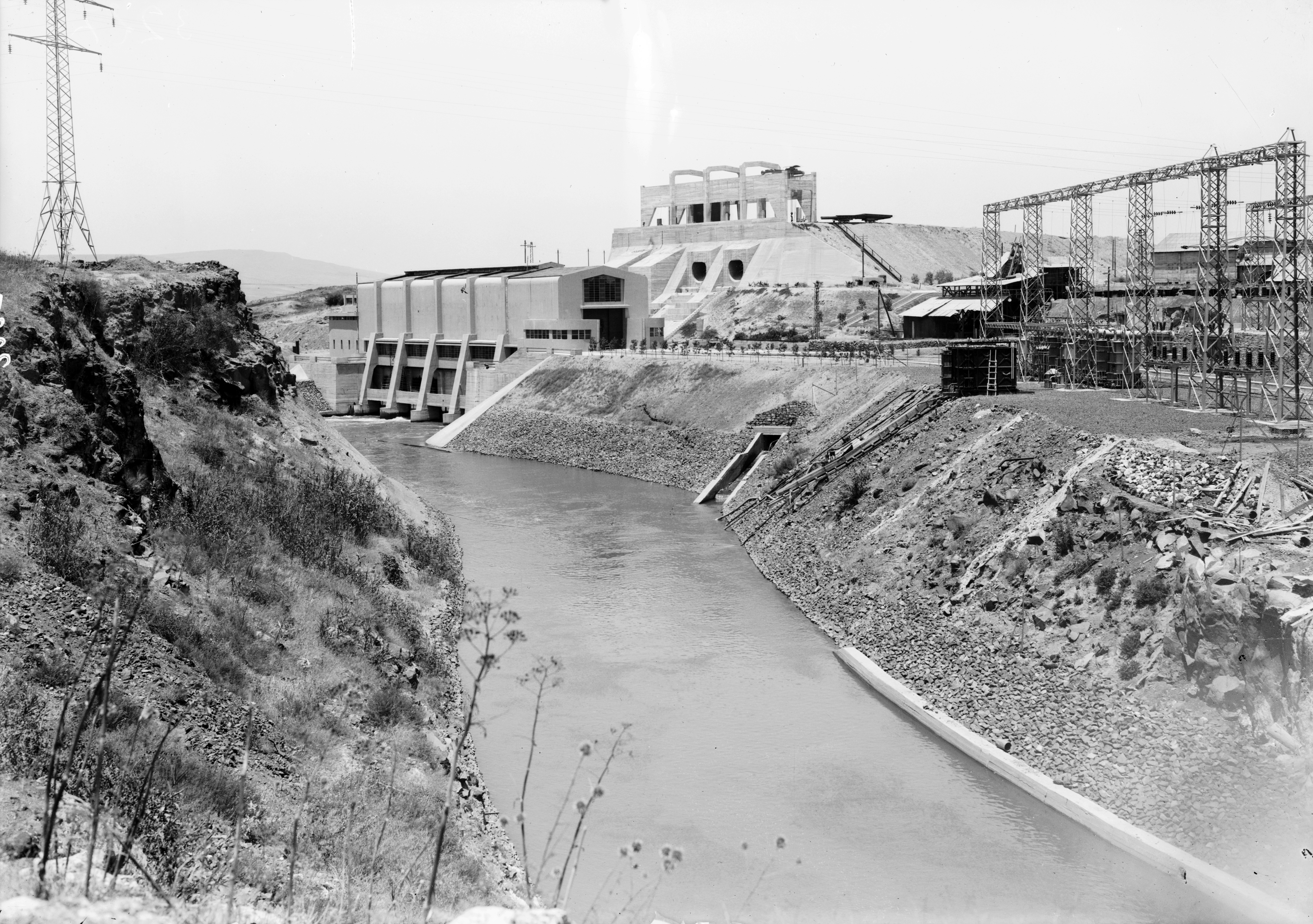
محطة توليد تابعة لشركة الكهرباء الفلسطينية في الباقورة، الأردن في فترة العشرينات.

مشروع روتنبرغ أو شركة كهرباء فلسطين (بالإنجليزية: Rutenberg Palestine Electric Company Ltd؛ بالعبرية: רוטנברג פלסטין חברת החשמל בע"מ) هو مشروع سابق لإقامة محطات لتوليد الكهرباء في منطقة الباقورة الأردنية جنوب بحيرة طبريا، عند ملتقى نهريّ  اليرموك والأردن، بالإضافة إلى مناطق أخرى، أسَّـسه اليهودي الروسي الأصل بنحاس روتنبرغ عام 1926، وهو رئيس المجلس الوطني اليهودي في فلسطين، والذي منحته بريطانيا في عام 1921 حق امتياز استغلال مياه النهرين لتوليد الطاقة الكهربائية لإنارة المدن الفلسطينية والأردنية في فترة الانتداب البريطاني على فلسطين. وقد استمر العمل تحت هذا المُسمى حتى بعد النكبة عام 1948، إلى أن تغير الاسم في عام 1961 فأصبحت تسمى "شركة كهرباء إسرائيل".